# 魔京伝
『魔京伝』（まきょうでん）は、1992年11月にニホンクリエイト（旧：日本クリエイト）が発売したPC-9800シリーズ用のゲーム。付属品として、「京都俯瞰図」という京都案内の地図が付いていた。
同題のネット小説とは、全く関係が無い。

## 概要
『南総里見八犬伝』を元にした作品。
現代に目覚めた玉梓が、かつて自分を倒した八犬士とこの世に住む全ての人間を消し去るため、1997年の京都に復活しようと企み、現代に転生した八犬士と対決する。

## ゲーム内容
アドベンチャーゲームであり、アイコンの「見る」、「移動」、「アイテム」、「会話」の4つを使い分け、話を進めていく。ストーリー重視の作りの為、さほど難しくない。戦闘も用意されているが、一本道の作りで、ゲームオーバーは無い。

## 登場人物
括弧は先祖または前世の名前を表している。
★は原作に登場した人物

### 八犬士達
五条仁科（犬江 親兵衛 仁）★
本編の主人公で八犬士の一人で仁の珠の持ち主、25歳。崩壊した京都に住み続けている賞金稼ぎ。ランクは最低の“ワーカー”だが、実力は高い。
物語は彼が警察によって洗脳され首相救出に赴くところから始まる。
なお、登場人物は珠を一つずつ持っており、名前の中に珠が象徴する徳の言葉が含まれている。
また、珠はそれぞれ固有の能力を持っており、仁の珠は霊剣に変化する。
里見ありさ（伏姫）★
本編のヒロインで伏姫の子孫、17歳。夜、寝ているところに伏姫が現れ、己の正体と宿命を教え京都に向かわせる。
彼女は八犬士では無いため珠は持っていないが、八犬士を見分ける力を持っている。
また、後に修行によって法術を使えるようになる。
壬生忠芳 (犬山 道節 忠与)★
忠の珠を持つ高校教師。ありさと桃子は彼の教え子であり、今はありさの守護を一番に考えている。
妻帯し子供もいるが、魔壊時に双方ともはぐれてしまった。
忠の珠は、先祖の道節のように炎を呼び出し自在に操る。
江口孝紀 (犬塚 信乃 戍孝)★
孝の珠を持つ青年。先祖の影響か、やや女性のような容姿の持ち主。
京都には、行方不明になった恋人を探しに来た。
孝の珠は、霊笛に変化し、その笛が奏でる音は霊を鎮める。
柳沢義雄 (犬川 荘助 義任)★
義の球を持つお調子者の青年。
京都には、行方不明の姉を探しに来た。
義の珠は、それ自体から電撃を放つ力がある。
高倉信輝 (犬飼 現八 信道)★
信の珠を持つ、中年の刑事。良く言えば一本気、悪く言えば偏屈な男。
京都には、ここに逃げ込んだ連続殺人犯を追って来た。
信の珠には、移動に関する力があるが、高倉本人は使ったことがないという。
最上礼司 (犬村 大角 礼儀)★
礼の珠を持つ、顎鬚が立派な初老の刑事。紳士然とした雰囲気を持つ。
高倉の上司で、京都には連続殺人犯を追って来たことになっているが、実は他にも探し人がいる。
礼の珠は、力を向けた相手を呪縛し動けなくする。
橘　美智 (犬坂 毛野 胤智)★
智の玉を持つ総瞑そうで清楚な美女。八犬士唯一の女性で、本職は女優と思われる。
京都には、同業者の友人を探しに来た。
智の珠は、鑑定や解読など「知識」に関する力を所有者に与える。
都築悌章 (犬田 小文吾 悌順)★
悌の珠を持つ、元悪役プロレスラー。顔は怖いが、話すと気のいい男。八犬伝の様に仁科と甥と叔父の関係はない。
京都には、試合で病院送りにした後に行方不明となったライバルを追って来た。
悌の球の能力は明らかではないが、銃弾すら通じない鎧武者をパンチ一発で倒したので、怪力の類と思われる。

### 魔物達
玉梓★
里見八犬伝で破れた後、現代の京都にて復活の時を待っていた。復活時はなぜか花魁のような姿をしていた。最期はありさにより光の弓で打倒される。
　　玉梓と素藤は転生ではなく八犬伝の人そのものである。
蟇田素藤（蟇田 権頭 素藤）★
玉梓の側近。不死身を自称し、実際に仁科達の前に何度も立ち塞がることになる。天草四郎の様な外見をしている。
幻雲
玉梓の部下。１千年を生きた吸血鬼。血を吸った相手を配下の吸血鬼にする。配下の吸血鬼に血を吸われた者は狼人間になる。
最上梨乃
玉梓の部下の術士。一見すると若く見えるが老いた眼をした美女。苗字から窺えるように、八犬士の一人、最上礼司と因縁がある。
籠山　力
悌章が試合で病院送りにし、そのまま姿を消した元ベビィフェイスのプロレスラー。八坂神社で悌章を待ち構えている。
鮫島氷室
信輝が命を懸けて追う連続殺人犯。清水寺近辺で人殺しを続けている。
柳沢あゆみ
行方不明だった義雄の姉。美智の同業者にしてライバルでもある。金閣寺を縄張りとして、ゾンビを操るネクロマンサーとなっている。

### 八犬士達の象徴
伏姫★
八房と共に八犬士達の手助けをする。伏姫と八房もまた八犬伝の人そのものである。
八房★
伏姫に付き従い、手助けをする犬。

### 魔都の住人
暁麒
行く先々で姿を見せる僧侶。現れるたびに助言をしたり手助けをしてくれたりする。
八犬伝の丶大法師に相当すると思われる。
京極四郎
賞金稼ぎの男。仁科が京都にいた時、彼の相棒をしていたらしいが、洗脳された仁科は彼のことを忘れていた。
稲波利那
新京極でそば屋を商う女。本業は情報屋で、そのネットワークは京都一と言われる。
闇市の老人
本名不明。四条河原町の闇市で武器屋を商う。店構えはカウンターバーであり、バーとして酒も出しているらしい。
冴闇　忍
仁科より１ランク上、京都全体で数十人ほどいる“チェイサー”クラスの賞金稼ぎ。
ちなみに賞金稼ぎのランクは３段階で、最上級の“バウンティハンター”クラスは京都全体でも数人しかいない。
蒼摩和眞
京都一の預言者。放浪癖があり、一人で魔都中をうろついている。

### その他
小野寺桃子
ありさの友人であり、忠芳の姪であり、孝紀の恋人。
ありさと共に京都に来て、そのまま行方不明になる。
橋木龍太郎
彼の乗った飛行機が京都に落ちたことから、すべての始まり。
最後は仁科とありさに助けられるがその後の消息はエンディングでも語られなかった。
警察
仁科を洗脳した警察。一人はメガネをかけた若い男で、もう一人は老年の男。
エンディングでもその後は語られなかった。
機長・副機長
オープニングで首相とともに京都に落ちた、飛行機の操縦士。
素藤の言葉から殺害されたようだ。

## 舞台となった場所
- 東本願寺
- 三十三間堂
- 八坂神社
- 清水寺
- 北野天満宮
- 金閣寺
- 二条城

## スタッフ
企画、原案、編曲、効果音、プログラム開発、PCMドライバー作成
道慶一夫
作画監督、原画、美術
山本利彦
演出、プログラム開発
前田武史
脚本
中嶋宏之
作曲
須田あきら
原画、動画
山本利彦
斉藤久、石原満、坂本健一
作画
山本利彦、斉藤久、小笠原千鶴、坂本健一、西川雄大
FMドライバー作成
久門淳二
プログラム協力
藤川直樹、桶口慶二
デバッグ
山本利彦、坂本健一、松井俊朗、内野勝朗、藤川直樹、松本英治、小笠原千鶴、久門淳二、桶口慶二、上野勝彦、米倉俊之、西川雄大、畑中順一
パッケージイラスト
大貫健一
マニュアル
株式会社パラダイム
制作指揮
板倉由次